# تاكارا
تاكارا هي بلدية في البرازيل، تتبع ريو غراندي دو سول، بلغ عدد سكانها 54٬643  نسمة، في 2010، تبلغ مساحتها 457٫130 كيلومتر مربع، رمزها البريدي هو 95600-000.

## الموقع
تشترك في الحدود مع:
- Araricá [الإنجليزية]‏
- Igrejinha [الإنجليزية]‏.

## أعلام
- ألان روستشيل
- رومانو رودريغوس
- أوزفالدو برانداو